# Phytobia correntosana
Phytobia correntosana este o specie de muște din genul Phytobia, familia Agromyzidae. A fost descrisă pentru prima dată de Malloch în anul 1934. Conform Catalogue of Life specia Phytobia correntosana nu are subspecii cunoscute.